# Hypersypnoides heinrichi
Hypersypnoides heinrichi is een vlinder uit de familie spinneruilen (Erebidae). De wetenschappelijke naam is voor het eerst geldig gepubliceerd in 1979 door B. Laporte.
De soort komt voor in tropisch Afrika. Het holotype is afkomstig uit het Usambaragebergte in Tanzania.